# Томичов псалтир
Томичовият псалтир е среднобългарски илюстрован ръкопис от времето на цар Иван Александър.
Той е смятан за едно от най-значителните произведения на Търновската книжовна школа. Имената на преписвача и поръчителя му са неизвестни. Предполага се, че е създаден в Търново. Състои се от 304 листа хартия, чиито водни знаци датират от около 1360 година. Съдържа Псалмите, деветта библейски песни, евангелската Притча за добрия самарянин и Акатиста на света Богородица. Правописът му следва уставновените от патриарх Евтимий правила. Украсен е със 109 цветни миниатюри, с няколко цветни заставки и с множество орнаментирани заглавни букви. На места в полетата на страниците му за запазени указания на гръцки език, предназначени за художника-илюстратор, който явно не е разбирал български.
Ръкописът е открит през 1901 година в Македония от сръбския учен Сима Томич. Пази се в Държавния исторически музей в Москва под сигнатура Муз. 2752.